# Usurijsk
Usurijsk (rus. Уссури́йск) je ruski grad koji se nalazi u Primorskom kraju. Smješten je u plodnoj dolini rijeke Razdolnaja, 98 km sjeverno od Vladivostoka i oko 60 km od kineske granice i Tihog oceana. Prema podacima iz 2010. grad ima 157.946 stanovnika.

## Povijest

### Srednjovjekovna povijest
Sredinom 9. stoljeća na području Usurijska nalazilo se korejsko kraljevstvo Balhae a prije njega bilo je naseljeno narodom Mohe.

### Moderna povijest
Na mjestu gdje se danas nalazi grad Usurijsk je 1866. godine osnovano mjesto Nikolskoje (rus. Нико́льское) prema sv. Nikoli. Zbog povoljnog zemljopisnog položaja, odnosno prijelazu prijevoznih linija, mjesto doživljava brzi rast tijekom 1870-ih. Time se Nikolskoje pretvorilo u trgovački centar ovog dijela zemlje. Izgradnjom željeznice koja je povezala Habarovsk i Vladivostok, uloga grada se povećala.
1898. Nikolskoje dobiva status grada te je preimenovan u Nikolsk-Usurijsk (rus. Нико́льск-Уссури́йский).
Do početka 20. stoljeća grad je imao 15.000 stanovnika a godišnji trgovački promet iznosio je 3 milijuna rubalja. Nakon Rusko-japanskog rata (1904. – 1905.) Nikolsk-Usurijsk postaje jedan od najvažnijih komercijalnih i ekonomskih centara ruskog istoka. 1913. godine grad po broju stanovnika postaje četvrti u regiji nakon Vladivostoka, Blagovješčenska i Habarovska.
Već sljedeće godine grad je imao 14 obrazovnih institucija, kazalište, cirkus te tri kina.
Tada su izgrađeni mlinovi, mljekare, postrojenja za kuhanje sapuna, prehrambene industrije (makaroni i kobasice) i pivovare. Tu su još postojale i ciglane te kamenolomi.
Nakon Oktobarske revolucije 1917. godine, grad doživljava brzi ekonomski rast te se u industrijskom smislu specijalizira za preradu poljoprivrednih proizvoda.
1935. ime grada je promijenjeno u Vorošilov a dolaskom Nikite Hruščova na vlast nakon Staljinove smrti, naziv grada je 1957. promijenjen na današnji Usurijsk po obližnjoj istoimenoj rijeci.
Do 1980-ih grad nakon Vladivostoka postaje drugi u Primorskom kraju po broju stanovnika, prestigavši Nahodku te je obrazovni i kazališni centar na tom području (Visoka vojna škola te Pedagoški i Poljoprivredni institut).

## Upravni i općinski status
Administrativno, grad zajedno s 38 ruralnih lokaliteta spada u federalni gradski jurisdikcijski subjekt Usurijsk. Riječ je o administativnoj jedinici s jednakim statusom kao i okružnim. Time je taj federalni subjekt registriran kao Urbani okrug Usurijsk.

## Gospodarstvo
Gospodarstvo grada je zastupljeno s 28 industrija, uključujući 12 prehrambenih, šest metalnih, četiri građevinske i dvije lake industrije. Također, Usurijsk je uvijek bio specijaliziran za proizvodnjom robe široke potrošnje. To je razlog zbog čega je danas u povoljnijoj situaciji u usporedbi s drugim velikim gradovima u Primorskom kraju gdje je prevladavala vojna industrija.
Najveće gradske tvrtke su:
- Primorski Sahar (šećerana s godišnjom proizvodnjom od 160.000 tona šećera),
- Dalsoja (proizvodnja biljnog ulja, margarina i sapuna),
- Usurijsk Balzam (proizvodnja 24 vrste likera i votke te balzama koji se sastoje od mješavine nekoliko desetaka vrsta bilja),
- Grado (godišnja proizvodnja od 600.000 pari obuće),
- postrojenje za popravak lokomotiva.

Jedna od značajnih gospodarskih osobina grada je trgovina na veliko. Postoji oko 30 specijaliziranih i višenamjenskih trgovačkih baza a mnoge su razvile kontakte s inozemnim partnerima još prije uvođenja kapitalizma u Rusiju.
Godišnja industrijska proizvodnja Usurijska iznosi 8% ukupne proizvodnje u Primorskom kraju. Osim toga, grad je važno prometno sjecište svih glavnih autocesta i željeznica u tom dijelu zemlje.

## Kazališta
Dramsko kazalište Usurijsk nalazi se u Sovjetskoj Ulici 31. Osnovano je 1937. te je jedno od dva kazališta ruske vojske (drugo kazalište je Centralno kazalište u Moskvi). Vojno kazalište njeguje vojno-patriotsku sklonost i realistički stil.
Drugo kazalište u gradu nalazi se u Ulici Volodarskogo 33 te je otvoreno 1937. a prikazuje klasične predstave za djecu i odrasle. To kazalište može primiti 428 gledatelja.

## Arhitektura i spomenici
Središnji dio grada ima povijesnu vrijednost. Najstariji gradski hotel nalazi se Lenjinovoj ulici 28. a izgrađen je 1880. godine. Tu je i najstarije kino Grand-Iluzija iz 1908.
Na centralnom trgu se nalazi spomenik Crvenoj gardi i partizanima koji su poginuli u borbama na području Usurijska u lipnju 1918. Monument Vladimiru Iljiču Lenjinu nalazi se na gradskom željezničkom kolodvoru.
Parna lokomotiva YeL 629 postavljena je na postolje kao spomen na tri boljševička revolucionara (Lazo, Lutski i Sibirtsev) koje je navodno žive spalila Bijela garda 1920.
Lijepa pravoslavna crkva izgrađena je u Usurijsku 1914. te je jedini vjerski objekt koji je zadržao svoju namjenu do danas a da nije obnavljan (posljednji puta 1917.). Također to je jedna od rijetkih crkvi u regiji koja je preživjela rusku revoluciju i razdoblje komunizma.

## Pjezaž
Usurijsk je veoma zeleni grad zbog mnogih stabala. Topola, brijest i jasmin ovdje su presađeni iz ruske tajge.

## Gradovi prijatelji
- Mudanjiang, Kina
- Changwon, Južna Koreja

## Vanjske poveznice
- Službene web stranice grada  Arhivirana inačica izvorne stranice od 30. lipnja 2011. (Wayback Machine)